# سارابتسو، هوکایدو
سارابتسو، هوکایدو (به لاتین: Sarabetsu, Hokkaido) یک منطقهٔ مسکونی در ژاپن است که در Tokachi Subprefecture واقع شده‌است. سارابتسو ۳٬۳۹۳ نفر جمعیت دارد.